# ショーン・オズボーン
ショーン・オズボーン（Shawn Osborne）のリングネームで知られるショーン・マクグラス（Shawn McGrath、1976年5月9日 - 2011年1月26日）は、アメリカ合衆国のプロレスラー。アリゾナ州フェニックス出身。

## 来歴
プロレスラーになるためコーディ・ホークの下でトレーニングを開始し、2003年3月8日にHWA（Heartland Wrestling Association）にてプロレスラーデビューを果たす。キャリアは初期はナンバー・ワン（Number One）のリングネームで活動し、後にキャリアを通じてマクグラスの代名詞となる"バッドシード" ショーン・オズボーン（"Bad Seed"Shawn Osborne）へと変更。2005年3月25日にローリー・フォックスからHWAヘビー級王座を奪取。同年6月17日にマット・ストライカーにベルトを奪取されたことからHWAを退団。同年から2006年までIZW（Impact Zone Wrestling）で活動。
2007年、WWEと契約を交わし入団。傘下団体のDSWにてトレーニングを開始し、ジョン・ボレンとタッグを組んで活動するが目立った活躍ができず、4月18日にDSWがWWEとの提携を解除したために同WWE傘下のOVW、FCWへと移籍するがいずれもWWEへ昇格するチャンスを掴めず2008年2月に解雇となった。
WWE解雇後、アメリカ国内のインディー団体で活動していたが2011年1月26日に遺体で発見された。警察からは自殺と断定され、自殺する前に友人に遺書を送っていたことがわかり、遺書には両親との関係やWWEに昇格できず、夢を叶えることができなかったことが自殺の要因として記述されていた。

## 得意技
バッドスラム
フィニッシャー。バックスープレックス・サイドスラム
エルボー・ドロップ
ハイ・ニー

## 獲得タイトル
HWA
- HWAヘビー級王座 : 1回
- HWAタッグ王座 : 1回

w / ベンジャミン・キメラ